# 833 (szám)
A 833 (római számmal: DCCCXXXIII) egy természetes szám.

## A szám a matematikában
A tízes számrendszerbeli 833-as a kettes számrendszerben 1101000001, a nyolcas számrendszerben 1501, a tizenhatos számrendszerben 341 alakban írható fel.
A 833 páratlan szám, összetett szám, kanonikus alakban a 72 · 171 szorzattal, normálalakban a 8,33 · 102 szorzattal írható fel. A számnak hat osztója van a természetes számok halmazán, ezek növekvő sorrendben: 1, 7, 17,  49, 119 és 833.
Nyolcszögszám. Tizenegyszögszám. Középpontos oktaéderszám.
A 833 négyzete 693 889, köbe 578 009 537, négyzetgyöke 28,86173, köbgyöke 9,40910, reciproka 0,0012004.